# Serrat d'en Campo
El Serrat d'en Campo és una serra situada al municipi d'Alins a la comarca del Pallars Sobirà, amb una elevació màxima de 1.815 metres.